# Madonna med nellike
Madonna med nellike (italiensk: La Madonna dei garofani) er et oliemaleri fra c. 1506-1507 af den italienske renæssancekunstner Rafael – et af Rafaels mest berømte billeder fra hans florentinske periode. Maleriet er for tiden udstillet på National Gallery i London.

## Beskrivelse
Madonna med nellike forestiller Jomfru Maria siddende med jesubarnet på skødet, sammen leger de med et bundt nelliker – som er et symbol på korsfæstelsen. Scenen er sat i et svag oplyst hjemligt rum, inspirationen til dette kommer af nederlandsk stil. Kompositionen er endvidere inspireret af da Vincis Madonna Benois (c.1478) – om end Raphaels farvevalg er hans eget. Bag de hvælvede vinduer skimtes et landskab med nogle forladte ruiner, et symbol på den hedenske verdens kollaps.

## Oprindelse
Billedets motiv og størrelse, ikke meget større end en tidebog, tyder på, at det kan have været ment som en transportabel støtte til bøn. Dets oprindelige ejer er ukendt, om end en optegnelse fra 1850erne kunne indikerer at det var blevet bestilt af Maddalena degli Oddi, et medlem af en fremtrædende perugiansk familie, efter at hun havde tage nonneløftet.
I det 19. århundrede var Madonna med nellike i besiddelse af maleren Vincenzo Camuccini.

## Raphael
Kun så sent som i 1992 blev maleriet, af den engelske renæssanceforsker Nicholas Penny, identificeret så et ægte Rafael; indtil da havde det blot været anset som en kopi, om end en særdeles god en af slagsen. På kraft opfordring af offentlige appeller og med midler fra forskellige fonde købte National Gallery i 2004 Madonna med nellike fra hertugen af Northumberland for £34,88 millioner. Før billedet blev installeret permanent i National Gallerys samling var det udstillet i Manchester, Cardiff, Edinburgh og Banard Castle. Efterfølgende har der dog været noget polemik om det nu også er en ægte Rafael.